# 32 (liczba)
32 (trzydzieści dwa) – liczba naturalna następująca po 31 i poprzedzająca 33.

## 32 w nauce
- liczba atomowa germanu
- obiekt na niebie Messier 32
- galaktyka NGC 32
- planetoida (32) Pomona
- informatyka: 32 bit

## 32 w kalendarzu
32. dniem w roku jest 1 lutego. Zobacz też co wydarzyło się w 32 roku n.e.

## Inne
- alfabet polski liczy 32. litery
- liczba jednobarwnych pól klasycznej szachownicy i liczba wszystkich bierek w grze w szachy
- w skali Fahrenheita w warunkach normalnych temperatura topnienia lodu